# Taraxacum praeradians
Taraxacum praeradians — вид квіткових рослин з родини айстрових (Asteraceae). Вид зростає в Європі: Латвія, Чехія, Данія, Фінляндія, Німеччина, північноєвропейська Росія, Норвегія, Польща, Швеція; це багаторічна рослина помірних біомів.